# سامانثا هاريس
سامانثا هاريس (بالإنجليزية: Samantha Harris)‏ (ولدت سامانثا هاريس شابيرو  ، 27 نوفمبر 1973) عارضة ازياء ومضيفة تلفزيونية أمريكية، اشتهرت بظهورها كمضيف مشاركة في برنامج الرقص مع النجوم (2005) مع توم بيرجيرون، ظهرت في فيلم سقوط الميت الرائع (1999)، ولعبت دور "ملكة جمال بورنسفيل في فيلم كوميدي درامي جميل (2000).

## نشأتها
في هوبكنز بولاية مينيسوتا والدتها اصل الأسترالية والدها اصل الألمانية بدا مسيرتة عارضة ازياء حصلت علي لقب ملكة جمال ولاية مينيسوتا

## روابط خارجية
- الموقع الرسمي
- سامانثا هاريس على موقع IMDb (الإنجليزية)
- سامانثا هاريس على موقع ألو سيني (الفرنسية)
- سامانثا هاريس على موقع أول موفي (الإنجليزية)
- سامانثا هاريس على موقع قاعدة بيانات برودواي على الإنترنت (الإنجليزية)
- سامانثا هاريس على موقع قاعدة بيانات الأفلام السويدية (السويدية)
- سامانثا هاريس على موقع إن إن دي بي (الإنجليزية)
- سامانثا هاريس على موقع قاعدة بيانات الفيلم (الإنجليزية)
- سامانثا هاريس على موقع كينوبويسك (الروسية)